# Cham Palak
Cham Palak (persiska: چم پلک) är en ort i Iran.   Den ligger i provinsen Lorestan, i den västra delen av landet, 400 km sydväst om huvudstaden Teheran. Cham Palak ligger 1 093 meter över havet och antalet invånare är 575.
Terrängen runt Cham Palak är kuperad åt nordost, men åt sydväst är den bergig. Cham Palak ligger nere i en dal som går i sydvästlig-nordostlig riktning.Runt Cham Palak är det ganska tätbefolkat, med 72 invånare per kvadratkilometer. Närmaste större samhälle är Khāţereh, 7,8 km sydost om Cham Palak. Omgivningarna runt Cham Palak är i huvudsak ett öppet busklandskap.